# IV Giochi olimpici invernali
I IV Giochi olimpici invernali (in tedesco: IV. Olympische Winterspiele), noti anche come Garmisch '36, si sono svolti a Garmisch-Partenkirchen (Germania) dal 7 al 16 febbraio 1936.

## I Giochi

### Discipline
Ai IV Giochi olimpici invernali si disputarono 17 eventi relativi a 8 discipline (raggruppate in 4 sport):
| Sport                     | Disciplina              | Maschile | Femminile | Misti | Totali |
| ------------------------- | ----------------------- | -------- | --------- | ----- | ------ |
| Bob                       | Bob                     | 2        |           |       | 2      |
| Hockey su ghiaccio        | Hockey su ghiaccio      | 1        |           |       | 1      |
| Pattinaggio su ghiaccio   | Pattinaggio di figura   | 1        | 1         | 1     | 3      |
| Pattinaggio su ghiaccio   | Pattinaggio di velocità | 4        |           |       | 4      |
| Sci (incluso sci nordico) | Sci alpino              | 1        | 1         |       | 2      |
| Sci (incluso sci nordico) | Combinata nordica       | 1        |           |       | 1      |
| Sci (incluso sci nordico) | Salto con gli sci       | 1        |           |       | 1      |
| Sci (incluso sci nordico) | Sci di fondo            | 3        |           |       | 3      |
| Totale                    | Totale                  | 14       | 2         | 1     | 17     |

Come sport dimostrativi furono presenti anche la pattuglia militare e lo stock sport.

### Calendario degli eventi
| Sport                   | Febbraio 1936 | Febbraio 1936 | Febbraio 1936 | Febbraio 1936 | Febbraio 1936 | Febbraio 1936 | Febbraio 1936 | Febbraio 1936 | Febbraio 1936 | Febbraio 1936 | Febbraio 1936 | Finali |
| Sport                   | 6             | 7             | 8             | 9             | 10            | 11            | 12            | 13            | 14            | 15            | 16            | Finali |
| ----------------------- | ------------- | ------------- | ------------- | ------------- | ------------- | ------------- | ------------- | ------------- | ------------- | ------------- | ------------- | ------ |
| Cerimonia d'apertura    | A             |               |               |               |               |               |               |               |               |               |               |        |
| Bob                     |               |               |               |               |               |               | ●             |               |               | ●             |               | 2      |
| Hockey su ghiaccio      |               |               |               |               |               |               |               |               |               |               | ●             | 1      |
| Pattinaggio di figura   |               |               |               |               |               |               |               | ●             | ●             | ●             |               | 3      |
| Pattinaggio di velocità |               |               |               |               |               | ●             | ●             | ●             | ●             |               |               | 4      |
| Sci alpino              |               |               | ●             | ●             |               |               |               |               |               |               |               | 2      |
| Combinata nordica       |               |               |               |               |               |               |               | ●             |               |               |               | 1      |
| Salto con gli sci       |               |               |               |               |               |               |               |               |               |               | ●             | 1      |
| Sci di fondo            |               |               |               |               | ●             |               | ●             |               |               | ●             |               | 3      |
| Cerimonie di chiusura   |               |               |               |               |               |               |               |               |               |               | C             |        |
|                         | 0             | 0             | 1             | 1             | 1             | 1             | 3             | 3             | 2             | 3             | 2             | 17     |

## Risultati

### Medagliere
| Posizione | Paese         |    |    |    | Totale |
| --------- | ------------- | -- | -- | -- | ------ |
| 1         | Norvegia      | 7  | 5  | 3  | 15     |
| 2         | Germania      | 3  | 3  | 0  | 6      |
| 3         | Svezia        | 2  | 2  | 3  | 7      |
| 4         | Finlandia     | 1  | 2  | 3  | 6      |
| 5         | Svizzera      | 1  | 2  | 0  | 3      |
| 6         | Austria       | 1  | 1  | 2  | 4      |
| 7         | Gran Bretagna | 1  | 1  | 1  | 3      |
| 8         | Stati Uniti   | 1  | 0  | 3  | 4      |
| 9         | Canada        | 0  | 1  | 0  | 1      |
| 10        | Francia       | 0  | 0  | 1  | 1      |
| 10        | Ungheria      | 0  | 0  | 1  | 1      |
| Totale    | Totale        | 17 | 17 | 17 | 51     |

### Protagonisti
- Sonja Henie (Norvegia, pattinaggio): vince la terza medaglia d'oro consecutiva nel corcorso individuale femminile.
- Birger Ruud (Norvegia, sci): il polivalente sciatore norvegese si cimenta sia nello sci nordico sia nello sci alpino. Nel salto con gli sci vince la seconda medaglia d'oro consecutiva.